# Misythus frondosus
Misythus frondosus är en insektsart som beskrevs av Morgan Hebard 1923. Misythus frondosus ingår i släktet Misythus och familjen torngräshoppor. Inga underarter finns listade i Catalogue of Life.